# Schweizer Parlamentswahlen 1975/Resultate Nationalratswahlen
Die Nationalratswahlen der 41. Legislaturperiode fanden am 26. Oktober 1975 statt. Auf dieser Seite findet sich eine Übersicht über die Resultate in den Kantonen (Parteien, Stimmen, Wähleranteil, Sitze, Gewählte).